# Pinnixa tomentosa
Pinnixa tomentosa är en kräftdjursart som beskrevs av William Neale Lockington 1877. Pinnixa tomentosa ingår i släktet Pinnixa och familjen Pinnotheridae. Inga underarter finns listade i Catalogue of Life.